# Нові Замбжиці
Нові Замбжиці (пол. Nowe Zambrzyce) — село в Польщі, у гміні Рутки Замбровського повіту Підляського воєводства.
Населення — 32 особи (2011).
У 1975-1998 роках село належало до Ломжинського воєводства.

## Демографія
Демографічна структура станом на 31 березня 2011 року:
|          | Загалом | Допрацездатний вік | Працездатний вік | Постпрацездатний вік |
| -------- | ------- | ------------------ | ---------------- | -------------------- |
| Чоловіки | 13      | 2                  | 10               | 1                    |
| Жінки    | 19      | 3                  | 9                | 7                    |
| Разом    | 32      | 5                  | 19               | 8                    |